# Mostaccino
Mostaccino (sau mustasì în dialectul local) este un biscuit italienesc, tipic pentru localitatea Crema din Lombardia. Mostaccino era deja cunoscut în bucătăria secolului al XVII-lea. Odată răspândit în toată Lombardia, acum se găsește doar în orașul Crema și împrejurimile sale.

## Preparare
Utilizat în principal în prepararea umpluturii pentru tortelli cremaschi⁠(it)[traduceți], printre ingrediente include nucșoară, scorțișoară, cuișoare, macis⁠(it)[traduceți], coriandru, anason stelat, piper negru și cacao.